# Okręg wyborczy Jagajaga
Okręg wyborczy Jagajaga (ang. Division of Jagajaga) – jednomandatowy okręg wyborczy do Izby Reprezentantów Australii, położony w stanie Wiktoria.
Pierwsze wybory odbyły się w nim w 1984 roku, a nazwa pochodzi od trzech członków aborygeńskiej starszyzny, którzy podpisali traktat przekazujący ziemię białym osadnikom w 1835 roku.
Od 1996 roku posłem z tego okręgu była Jenny Macklin z Australijskiej Partii Pracy.

## Lista posłów
Lista posłów z okręgu Jagajaga:
| okres urzędowania | poseł         | przynależność             |
| ----------------- | ------------- | ------------------------- |
| 1984–1996         | Peter Staples | Australijska Partia Pracy |
| od 1996           | Jenny Macklin | Australijska Partia Pracy |